# ミュージックジェルム
ミュージックジェルムは、朝日放送ラジオ（ABCラジオ）が2024年度の下半期（2024年10月1日 - 2025年3月27日）限定で火曜日 - 木曜日の18:00 - 21:00（JST）に編成している生放送の音楽番組。同局のグループ会社である朝日放送テレビ（ABCテレビ）のアナウンサーから1名が、曜日ごとに単独でパーソナリティを務めている。

## 概要
2023年度のナイターオフ期に放送されてきた『UP↑↑』の放送枠を引き継ぎ、新しいラジオの音楽番組として放送開始。
この番組では、朝日放送テレビの若手アナウンサーが、一人しゃべりをしながら、「今聞きたい曲」を送る音楽番組で、エンターテインメントの要素と、音楽にバリエーションをそれぞれ加えながら送る。
なお、番組タイトルの中に入っている「ジェルム」というのは、フランス語で「新芽」という意味を指す。また、アナウンサーが担当する音楽番組としては、2024年度上半期で終了した『ABCミュージックパラダイス』から引き継ぐ形になる。

## 放送時間
- 火曜日 - 木曜日 18:00 - 21:00
  - 2024年度の下半期に編成されていた『UP↑↑』から、18時台後半の「スポーツヘッドライン」（当日の主なスポーツニュースを伝えるパート[注 1]）・19時台前半の「ABC天気予報」・19:30頃の「ABC交通情報」（朝日放送ラジオにおける平日最終版の道路交通情報）を継承。その一方で、例年の下半期には「『ABC天気予報』とセットの単独番組」として平日の17:55 - 18:00に放送している定時ニュース（「ABCニュース」）のうち、火 - 木曜分のニュースを当番組内（18:15頃）に組み込んでいる。
  - 実際には、『イマドキショッピング』（当番組のパーソナリティが出演しない局外制作・事前収録のラジオショッピング番組）を、全ての曜日で18:45 - 19:00にフロート番組扱いで挿入している。この時間帯には緊急時や重大ニュースの発生時を除いて本編（生放送）を中断しているため、「radiko」のタイムフリー聴取サービス（放送から7日以内の同録音源を1本につき最大で3時間まで再生できる有料登録制のサービス）では、本編の同録音源を「18:00 - 18:45」「19:00 - 20:00」「20:00 - 21:00」の3本に分割したうえで配信。当番組の放送2週目（2024年10月8日）からradikoに追加された「タイムフリー30」（放送から30日以内の同録音源を時間無制限で再生できるオプションサービス）では、生放送番組の配信に関する朝日放送ラジオの方針との兼ね合いで、上記の音源を一切聴取できないようになっている。

## パーソナリティ
いずれも朝日放送テレビのアナウンサーで、「スポーツヘッドライン」と「ABC天気予報」も担当。番組内の「ABCニュース」には、同局から当日のパーソナリティ以外のアナウンサーをシフト勤務扱いで充てている。
- 火曜日：福井治人（2024年10月1日 - ）
  - 朝日放送ラジオでは、スポーツアナウンサーとしてプロ野球・全国高等学校野球選手権大会中継を中心に出演。その一方で、過去に『ABCミュージックパラダイス』（2021年9月27日から3年間編成されていた「第2期」）の月曜分や『福井治人・サタデーなおとフィーバー』といった音楽番組のパーソナリティをレギュラーで経験していた。
- 水曜日：平野康太郎（2024年10月2日 - ）
  - 『ABCミュージックパラダイス』第2期火曜分の最終パーソナリティで、2023年からはスポーツアナウンサーとしても活動。
- 木曜日：東留伽（2024年10月17日 - ）
  - 2021年9月から2024年5月まで、朝日放送テレビを休職したうえでヨーロッパに留学。留学期間中にパリで絵画を学んでいたことから、当番組の開始に際しては、番組のロゴのデザインも任されていた[1]。
  - 木曜日には編成上の事情から、他曜日より1週遅く、2024年10月10日から放送を開始した[注 2]。もっとも、本人が体調不良を理由に当日の出演を見合わせたため、実際には福井がパーソナリティを代行している。